# Glioblastos
Se denominan glioblastos las células del sistema nervioso que se crean en la zona ventricular del neuroepitelio del tubo neural mediante el proceso de proliferación celular a partir de la 4º semana de gestación.
Las divisiones de las células progenitoras dan lugar a glioblastos y a neuronas inmaduras. Estos se diferencian de las neuronas inmaduras en que conservan su capacidad proliferativa (capacidad de división) durante toda la vida.
En la actualidad, mediante estudios de técnicas inmunocitoquímicas se ha llegado a la conclusión de que existen dos tipos de células progenitoras en la zona ventricular, uno que origina glioblastos y otro que origina neuronas inmaduras. Es decir, la determinación como neurona inmadura o glioblasto proviene ya de las células progenitoras de las que se originan células nerviosas.